# 国营林场 (乾安县)
国营林场是中华人民共和国吉林省松原市乾安县下辖的一个类似乡级单位。

## 行政区划
下辖以下地区：
国营林场虚拟生活区。